# 真長兵衛商店
株式会社真長兵衛商店（まながへいえいしょうてん）は、かつて静岡県清水市入江に本社を置いていた、主に医薬品・医療機器の卸売りを扱う企業であった。現在、東邦薬品の「株式会社葦の会」の一社「中北薬品」である。

## 概要
- 資本金 30万円
- 代表取締役社長 真長兵衛
- 従業員数 23名
- 売上高　2億4,000万円

## 沿革
- 慶応　二代目真長兵衛が清水市に創業
- 昭和23年8月「株式会社真長兵衛商店」設立
- 昭和38年10月「中北薬品」と合併し真長兵衛は「中北薬品」の監査役に就任

## 主な取引メーカー
- 武田薬品
- 三共等